# Guru Gobind Singh
Guru Gobind Singh (22 tháng 12 năm 1666 - 7 tháng 10 năm 1708), tên khai sinh: Gobind Rai, là Đạo sư Sikh thứ mười, một bậc thầy tâm linh, chiến binh, nhà thơ và nhà triết học. Khi cha của ông, Guru Tegh Bahadur, bị chặt đầu vì từ chối chuyển sang đạo Hồi, Guru Gobind Singh chính thức trở thành thủ lĩnh của đạo Sikh lúc chín tuổi, trở thành Đạo sư đạo Sikh thứ mười. Bốn người con trai của ông đã chết khi ông còn sống- hai người trong trận chiến, hai người bị quân đội Mughal xử tử.
Trong số những đóng góp đáng chú ý của ông đối với đạo Sikh là thành lập cộng đồng chiến binh Sikh tên là Khalsa năm 1699  và giới thiệu Five Ks, năm bài viết về đức tin mà người theo Khalsa Sikh luôn mặc. Guru Gobind Singh được ghi nhận với Dasam Granth với những bài thánh ca là một phần thiêng liêng của những lời cầu nguyện của đạo Sikh và các nghi lễ Khalsa. Ông cũng được ghi nhận là người đã hoàn thiện và bảo tồn Guru Granth Sahib với tư cách là kinh điển chính của đạo Sikh và Đạo sư vĩnh cửu.